# Amshuverma

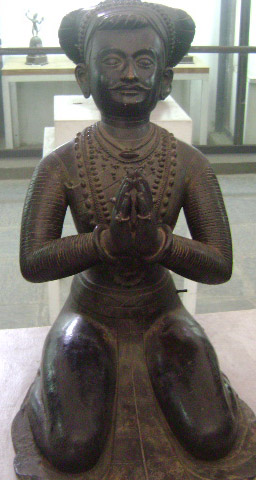
Tượng Amshuverma tại bảo tàng Chhauni, Kathmandu

Amshuverma (Devanagari: अंशुवर्मा; 595 - 621 ) trở thành Mahasamanta (tương đương Thừa tướng) của Vương quốc Licchavi tại Nepal vào năm 595 trong thời kỳ vua Śivadeva I trị vì. Khoảng năm 604, Amshuverma tiếm quyền và trở thành người cai trị thực sự của vương quốc. Sự cai trị của ông kết thúc vào năm 621 khi Udayadeva lên ngôi.
Nhiều nguồn tiếng Tạng cho rằng Amshuverma có một con gái là Bhrikuti Devi. Tán Phổ Thổ Phồn là Songtsen Gampo phái Gar Tongtsen Yulsung đem sính lễ tới Nepal cầu hôn ước. Vua Amshuverma ban đầu cho rằng Thổ Phồn là nơi hoang dã, không tin vào Phật pháp nên cự tuyệt. Gar Tongtsen đem quân bức hôn, vua Amshuverma buộc phải gả công chúa Bhrikuti Devi cho Songtsen Gampo, đồng thời đem tặng ba bức tượng Phật, trong đó có Thích Ca Mâu Ni và Bất Động Minh Vương . Nếu giả thuyết này là đúng, thì cuộc hôn nhân của và với Songtsen Gampo phải diễn ra trước năm 624 . Tuy nhiên, cũng có thuyết nói rằng Songtsen Gampo kết hôn vớ Bhrikuti vào năm 632 .
Theo một vài truyền thuyết Tạng khác, Bhrikuti là con của một vị vua tên là "Udayavarman" . "Udayavarman" có thể chính là vua Udayadeva, con trai của vua Śivadeva I, sau này được vua Amshuverma nhận làm con nuôi và trở thành thái tử. Ông cũng được xem là cha của vua Narendradeva . Nếu điều này là đúng thì Narendradeva và Bhrikuti là anh em ruột.
Amshuverma qua đời trong khoảng những năm 619-623  .